# Srijemska županija
 Ovo je članak o povijesnoj Srijemskoj županiji iz vremena Hrvatsko-Ugarskog Kraljevstva, Kraljevine Slavonije i Trojedne Kraljevine Hrvatske, Slavonije i Dalmacije. Za suvremenu županiju vidi: Vukovarsko-srijemska županija.
Srijemska županija (mađ. Szerém vármegye; lat. Comitatus Syrmiensis) ime je povijesne županije u Kraljevini Hrvatskoj i Slavoniji unutar Zemalja Krune sv. Stjepana u doba Austro-Ugarske Monarhije. Danas se njezini krajevi nalaze u istočnoj Hrvatskoj i jugozapadnoj Vojvodini (Srbija). Glavni grad ove županije bio je Vukovar.

## Zemljopis
Srijemska županija graničila je s Kraljevinom Srbijom, potom s Bosnom i Hercegovinom koja je bila pod zajedničkom austro-ugarskom upravom, mađarskim županijama Bács-Bodrog i Torontál, te hrvatsko-slavonskim županijama Požeškom i Virovitičkom. Protezla se između južne obale rijeke Dunava i sjeverne obale Save, sve do njezina ušća u Dunav. Oko 1910. imala je površinu od 6.866 km2.

## Povijest
Poznato je da je već u 11. ili 12. stoljeću postojala Vukovarska županija. U kasnom srednjem vijeku postajale su Vukovska i Srijemska županija. Tijekom stogodišnjeg rata s Osmanlijama, u prvoj polovici 16. stoljeća, te nakon Mohačke bitke 1526., prostor obiju županija potpada pod osmansku vlast. Dolaskom Turaka, na tom je području 1544. osnovan sandžak. 
Na njihovom se području (ne prije 1541.) ustrojava nova upravna jedinica: Srijemski sandžak sa sjedištem u Iloku koji je postao prva zajednička upravno-teritorijalna jedinica bivših dviju županija na istoku Kraljevine Slavonije. Oslobođenjem Slavonije krajem (1688.) i Srijema početkom 18. stoljeća (1718.), taj prostor dolazi pod vojnu upravu, uklopljeno u Vojnu krajinu. Na prostoru Srijema formira se Petrovaradinska graničarska pukovnija. Uslijedilo je razdoblje opetovanih zahtjeva Hrvatskog sabora da se Srijem preda jurisdikciji Sabora i podloži banu. 
Napokon je Marija Terezija 1745. obnovila županijsko uređenje obnovom triju slavonskih županija (Virovitičke, Požeške i Srijemske). Godine 1748. kraljica je odredila da se slavonske daće, umjesto banu, plaćaju Ugarskoj dvorskoj kancelariji. Godine 1751. na Ugarskom je saboru predloženo, a što je kraljica i prihvatila, da slavonske županije šalju po jednog poslanika na Ugarski sabor, dok su i dalje, nazivno, ostale pod banovom jurisdikcijom. 
Srijemska županija ponovno je utemeljena 1745., te je postala dijelom Kraljevine Hrvatske, Slavonije i Dalmacije. Prva je skupština bila održana 12. studenog 1745. u Vukovaru, koji je postao i sjedištem Srijemske županije. Godine 1785. Josip II. ukida županije i uvodi okružja, a teritorij Srijemske županije je potpao pod pečujsko okružje. Nakon smrti Josipa II. 1790. dolazi do obnove županija i njihovog rada prema njihovom ustroju iz sredine 18. stoljeća. 
Nakon revolucionarnih godina 1848. i 1849. dio županije uključen je u srpsku Vojvodinu, proglašenu u Srijemskim Karlovcima. Srijemska se županija raspala 1848. godine, zbog saveza Hrvatskog sabora i Srpske Vojvodine, kojim je Sabor prihvatio priključenje triju kotara (rumski, iločki i iriški) Vojvodini Srpskoj. Preostali dio Srijemske županije (vukovarski kotar) bio je pripojen Virovitičkoj županiji.
1860. čitava je županija ponovno u sastavu Kraljevine Hrvatske i Slavonije. Hrvatsko-ugarskom nagodbom iz 1868. Srijemska županija ostaje u Hrvatsko-slavonskom kraljevstvu. 1881. je car ukinuo Vojnu krajinu i preostale dijelove Srijema vratio pod Kraljevinu Hrvatsku, Slavoniju i Dalmaciju. Takvo stanje ostaje sve do 1918. kad Hrvatski sabor raskida sve državno-pravne veze s Austrijom i Ugarskom, nakon čega županija dijeli sudbinu Hrvatske. 
Županijska uprava formalno je prestala Uredbom o podjeli zemlje na oblasti (SN 92/1922, od 28. travnja 1922.), koja je provedena 1924. godine. Županija je postala Srijemska oblast. Nakon Drugog svjetskog rata istočni dio ove županije pripada Vojvodini i Srbiji, a zapadni dio Hrvatskoj.

## Uprava
Veliki župan bio je nadležan u ime kralja upravljati svim upravnim, sudskim i vojnim poslovima neposredno ili posredno preko podžupana. Predsjedavao je velikim i malim županijskim skupštinama, sudskim vijećanjima u županiji i predstavljao županiju u Saboru. Upravni poslovi su prvenstveno obuhvaćali ubiranje kontribucije i drugih daća, briga za ubiranje desetine i pitanje selidbe kmetova, reguliranje mitnica, carinarnica, cesta, mostova, taksiranje živežnih namirnica i dr. 
Pravosudni poslovi bili su rješavani pred Županijskim sudbenim stolom (Sedes iudicaria ili sedria) koji je bio sud prvog stupnja, a sudio je u građanskim parnicama (dugovi, dioba i nasljedstvo dobara, reambulacija međa, urbarska prava na temelju desetine) i kaznenim procesima (nasilje nad imovinom i imovinskim pravima). Kao prizivni sud rješavao je žalbe protiv presuda podžupanâ i plemićkih vlastelinskih sudaca. Prizivni sud za odluke Sudbenog stola bio je Banski stol. Reformom sudstva 1723. postaje prizivni i kazneni sud. 
Vojni poslovi županije uglavnom su se odnosili na pitanje pučkog ustanka. Od 1761. godine ojačala je uprava županijske samouprave tako da je u upravne poslove županije spadalo, osim prije navedenih poslova, ubiranje kontribucije i drugih daća, briga za normalno odvijanje ubiranja desetine i pitanje seljenja kmetova, reguliranje mitnica, carinarnica, puteva, mostova, težina i mjera, taksiranje najvažnijih živežnih namirnica, reguliranje nadnica te najamnog odnosa uopće. Vojni i pravosudni poslovi su ostali nepromijenjeni. 
U kratkom razdoblju, za trajanja reformi Josipa II. (1785 - 1790.), županija postaje najniža teritorijalna upravna jedinica čiji su članovi uprave samo izvršni organi podređeni okružnim predstojnicima. Bila je potčinjen Ugarskom namjesničkom vijeću, a podžupana je imenovao predsjednik okružja. Dokinućem reformi Josipa II. uslijedio je povratak županijâ. Ustroj i funkcije županijâ izmijenjene su novom upravnom organizacijom Hrvatske i Slavonije od 12. lipnja 1850. godine.

### Veliki župan
Na čelu županije nalazio se veliki župan (comes supremus) kao glavar županije, koji je u ime kralja, upravljao svim upravnim, sudskim i vojnim poslovima neposredno ili posredno preko podžupanâ. On je predstavljao županiju u Hrvatskom saboru te predsjedavao županijskim skupštinama i sudskim vijećima u županiji. Velikog župana je birao kralj. Ostala županijska uprava bila je birana na izbornim skupštinama (restauratio) svake treće godine. Velikog župana zamjenjivala su dvojica podžupana: 
1. redovni požupan (vicecomes ordinarius) za upravne poslove te čuvar pečata županije
2. podžupan - zamjenik (vicecomes substitutus) za županijske i sudske poslove.

Ostalu županijsku upravu činili su bilježnici (notarius), koji su čitali spise na skupštinama i sastavljali zapisnike županijskih sjednica. Postojao je redovni (veliki) bilježnik (notarius ordinarius) čiji se zamjenik nazivao podbilježnikom (vicenotarius). U upravu su još ulazili plemićki suci (judices nobilium) i podsuci (vicejudices nobilium) čiji je broj ovisio o broju županijskih kotara (objavljivali su naredbe općinama i izricali presude); prisjednici županijskog sudbenog stola (assesores); fiskal (advocatus); blagajnik (camerarius); arhivist (archivarius); liječnik (medicus), ranarnik (chirurgus); mjernik (geometra).

### Županijske skupštine
Središte županijske djelatnosti bile su županijske skupštine (congregatio nobilium): 
1. Velika ili Opća (congregatio generalis)
2. Mala (congregatio particularis).

Velike su se skupštine održavale četiri puta godišnje, a u njihovom radu su sudjelovali, osim županijske uprave, prelati, velikaši, plemići te predstavnici slobodnih kraljevskih gradova ili trgovišta. Na njima se raspravljalo o svim poslovima koji su ulazili u županijsku nadležnost (proglašavali su se zakoni i vladine naredbe, rješavali porezni poslovi, određivalo novačenje, opskrba vojski, obavljali izbori raznih povjerenstava, određivale parnice protiv plemića, proglašavale plemićke isprave, rješavale urbarske tužbe), potvrđivali zaključci 
Male skupštine te birali poslanici za Hrvatski sabor (u pravilu dvojica). Malu je skupštinu činila županijska uprava, a na njoj su se rješavali tekući i hitni poslovi. Županijski sudbeni stol (sedes iudicaria ili sedria) činili su suci i prisjednici, a predsjedao im je veliki župan ili jedan od podžupana. Teritorij županije (comitatus) dijelio se na kotareve (processus), kotarevi na okruge (districtus), a okruzi na općine ili sudčije (communitates ili iudicatus).

## Stanovništvo
Prema popisu iz 1910. Srijemska županija imala je 414.234 stanovnika koji su govorili sljedeće jezike:
- srpski jezik: 183.109 (44,20%)
- hrvatski jezik: 106.198 (25,64%)
- njemački jezik: 68.086 (16,44%)
- mađarski jezik: 29,522
- slovački jezik: 13.841
- rusinski jezik: 4.642

## Upravna podjela
Srijemska županija je bila podijeljena na četiri kotara: Vukovarski, Iločki, Iriški i Rumski. Početkom 20. stoljeća županija je bila podijeljena na sljedeće kotareve:
| Kotarevi            | Kotarevi            |
| Kotar               | Središte            |
| ------------------- | ------------------- |
| Irig                | Irig                |
| Mitrovica           | Srijemska Mitrovica |
| Stara Pazova        | Stara Pazova        |
| Ruma                | Ruma                |
| Šid                 | Šid                 |
| Ilok                | Ilok                |
| Vinkovci            | Vinkovci            |
| Vukovar             | Vukovar             |
| Zemun               | Zemun               |
| Županja             | Županja             |
| Županijski grad     |                     |
| Zemun               |                     |
| Municipalni gradovi |                     |
| Srijemski Karlovci  |                     |
| Petrovaradin        |                     |
| Srijemska Mitrovica |                     |

## Unutarnje poveznice
- Srijem
- Srijemska biskupija
- Vukovarsko-srijemska županija

## Za daljnje čitanje
- Zlata Živaković-Kerže: Srijemska županija u drugoj polovici 19. i početkom 20. stoljeća (Osvrt na gospodarstvo i društveni život)
- Dragiša Jović: Politički odnosi u Županjskom kotaru 1920. godine